# Щиголь (фільм)
«Щиголь» (англ. The Goldfinch) — американський драматичний фільм режисера Джона Кровлі за мотивами однойменного роману 2013 року Донни Тартт. Енсел Елгорт виконав роль молодого чоловіка, неспокійне дитинство якого веде його у світ художньої підробки. У фільмі також знімались Ніколь Кідман, Оакс Феглі, Анайрін Барнард, Фінн Вулфгард, Сара Полсон, Люк Вілсон і Джеффрі Райт. Реліз фільму в Україні відбувся 26 вересня 2019 року.

## У ролях
| Актор             | Роль                    |
| ----------------- | ----------------------- |
| Енсел Елгорт      | Теодор «Тео» Декер      |
| Оакс Фіглі        | юний Тео                |
| Ніколь Кідман     | Саманта Барбур          |
| Анайрін Барнард   | Борис Павліковський     |
| Фінн Вулфгард     | молодий Борис           |
| Сара Полсон       | Ксандра                 |
| Люк Вілсон        | Ларрі Декер             |
| Джеффрі Райт      | Джеймс «Гобі» Гобарт    |
| Ешлі Каммінгс     | Піппа                   |
| Вілла Фіцджеральд | Кітсі Барбур            |
| Деніс О'Гара      | Луций Рів               |
| Бойд Гейнс        | Ченс Барбур             |
| Пітер Джекобсон   | містер Сілвер           |
| Люк Клейнтанк     | Платт Барбур            |
| Роберт Джой       | Велтон «Велті» Блеквелл |
| Раян Фуст         | Енді Барбур             |

## Виробництво
У липні 2014 року права на кіноекранізацію роману були продані Warner Bros. Pictures та RatPac Entertainment, угода була здійснена через ICM Partners. Через два роки режисером фільму став Джон Кроулі. У серпні 2017 року Warner Bros. уклала угоду з Amazon Studios про співфінансування адаптації, за якою Amazon інвестує більше третини бюджету на проект та отримає права на трансляцію на своєму сервісі, Warner Bros. буде розповсюджувати фільм у кінотеатрах по всьому світу.
4 жовтня 2017 року, після двомісячного кастингу, Енсел Елгорт був обраний для зображення головного персонажа Теодора «Тео» Декера, після його успішної ролі в фільмі «На драйві». Того ж дня оператор Роджер Дікінс розкрив «Variety», що «Щиголь» — його наступний проект після «Той, хто біжить по лезу 2049». Того ж місяця, у світлі його нещодавньої появи в «Дюнкерку», Анайрін Барнард отримав роль Бориса. 15 листопада Сару Полсон відібрали на роль Ксандри. До кінця листопада Тревор Гурекіс був прийнятий на роботу як композитор фільму. У грудні 2017 року до акторського складу приєдналися Вілла Фіцджеральд та Ешлі Кеммінгс. У тому ж місяці стало відомо, що Келлі Діксон з «Пуститися берега» та «Краще подзвоніть Солу» буде займатися монтажем. У січні 2018 року до акторського складу приєдналися Джеффрі Райт, Люк Вілсон, Фін Вулфгард та Люк Клейнтанк. Пізніше цього місяця була оголошена решта акторського складу, а основне виробництво почалось.
Основні зйомки розпочалися в Нью-Йорку 23 січня 2018 року, потім знімали решту в Альбукерке з 3 квітня 2018 року.

## Маркетинг
Кадри з фільму вперше були показані 2 квітня 2019 року на CinemaCon. Перші офіційні зображення були опубліковані 28 травня 2019 року, як і перша офіційна тизер-афіша. Перший офіційний трейлер вийшов 29 травня 2019 року.

## Випуск
Світова прем'єра стрічки відбулась на Міжнародному кінофестивалі в Торонто 5 вересня 2019 року. Його випустили 13 вересня 2019 року. Спочатку реліз був запланований на 11 жовтня.